# Niedrīca
Niedrīca (ros. Ниедрица) – stacja kolejowa w gminie Krasław, na Łotwie. Położona jest na linii Witebsk - Dyneburg.